# Bridge.audio
 (novembre 2024).
Bridge.audio est une plateforme SaaS B2B dédiée au partage de fichiers audio pour simplifier et uniformiser les échanges entre les professionnels de l'industrie musicale. 

## Histoire
Bridge est créé en 2019 pour répondre au manque de standardisation dans le partage de fichiers dans l'industrie audio[réf. souhaitée]. Cette fragmentation, qui nécessite l'utilisation de plusieurs outils, réduit la productivité et contribue à l'alourdissement de l'empreinte carbone liée aux échanges de fichiers audio[réf. souhaitée]. Le projet a pris forme après le développement d'un outil interne au sein de Creaminal pour faciliter son activité de supervision musicale[réf. souhaitée].
Fin 2020, la version alpha de la plateforme est déployée avec l'ambition de devenir le cloud de référence pour l'industrie musicale[réf. souhaitée].
En 2023, la société lève 3 millions d'euros grâce à des investisseurs comme Bpifrance et Leansquare, pour soutenir son expansion,. 
En 2024, Bridge Sync, une plateforme dédiée aux placements sync, est ouverte. 

## Fonctionnement
Bridge facilite la gestion, le stockage et depuis 2024, la recherche de fichiers audio grâce à une intelligence artificielle descriptive, permettant de maximiser la visibilité des œuvres musicales pour des placements sync[pas clair][réf. souhaitée]. Aujourd’hui, la plateforme compte plus de 30 000 utilisateurs, plus de 60 000 titres de différents labels comme Wagram, Tricatel, et Allo Floride et des acheteurs de musique comme Chanel, Louis Vuitton, Orange et TBWA[réf. souhaitée].
Bridge permet aux professionnels de la musique (artistes, labels, managers, etc.) de centraliser et de simplifier les échanges de fichiers, souvent fragmentés entre plusieurs outils comme Google Drive, WeTransfer, Spotify et Soundcloud. L'outil permet la mise à disposition d'espaces collaboratifs, la gestion optimisée des métadonnées, l'accélération de la création de projets, des droits personnalisés, et le suivi d’informations[réf. souhaitée].
En s'appuyant sur une IA descriptive, Bridge permet aux acheteurs de musique de trouver des morceaux en fonction de critères spécifiques tels que le genre musical, les émotions, le mood, l’instrumentation, le type de voix, les paroles[réf. souhaitée]. Bridge Sync amplifie la mise en relation entre les vendeurs (typiquement compositeurs, artistes, labels et éditeurs), et acheteurs de musique (typiquement superviseurs de musique, agences de pub, monteurs)[réf. souhaitée].

## Récompenses
- En 2021, elle remporte le Grand Prix du concours I-Lab[4][source insuffisante].
- En 2022, Bridge Audio est récompensée par le Prix de l’Innovation du Centre National de la Musique (CNM)[5][source insuffisante].